# Herb Dobříš

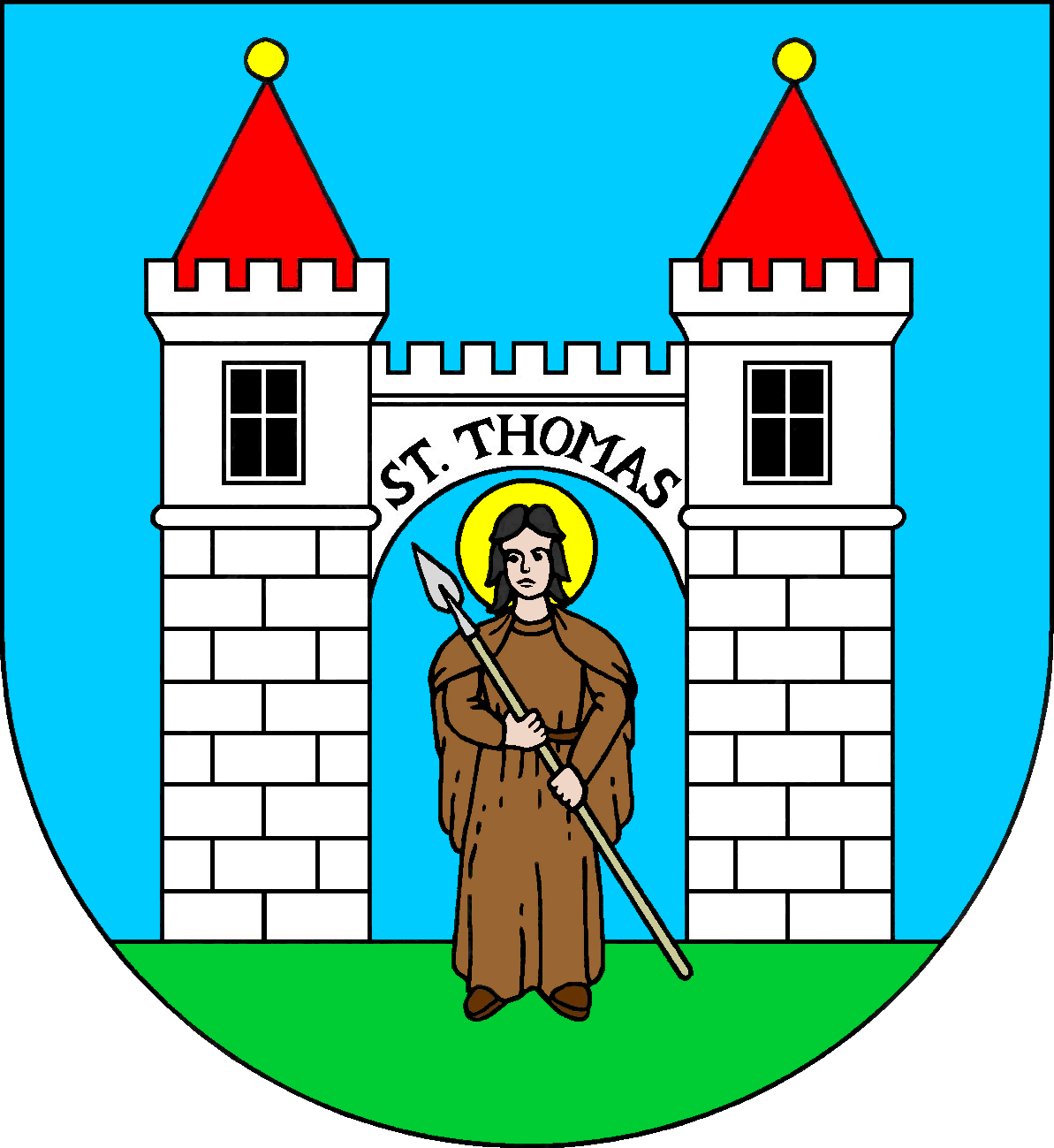
Herb miasta Dobříš

Herb Dobříš – herb miasta Dobříš stanowią w niebieskim polu na zielonym trawniku dwie heraldycznie srebrne, prostokątne wieże z blankami, czarnymi oknami na pierwszym piętrze i czerwonymi, stożkowymi dachami zwieńczonymi złotymi kulami. Wieże są połączone srebrnym łukiem zwieńczonym blankami, na którym znajduje się czarny napis „St.Thomas". Pod łukiem en face postać świętego Tomasza w brązowej szacie, z nimbem wokół głowy, trzymającego obie ręce na włóczni.